# سوزانا غرانت
سوزانا غرانت (بالإنجليزية: Susannah Grant)‏ (ولدت في 4 يناير 1963)، هي كاتبة سيناريو ومخرجة أفلام أمريكية. درست في كلية أمهرست وقُبلت في معهد السينما الأمريكية.

## السيرة
ولدت غرانت في مدينة نيويورك. عملت في التلفزيون من 1994 وحتى 1997، كمنتجة وكاتبة رئيسية في مسلسل بارتي اوف فايف. كتبت سيناريو فيلم إيفر أفتر وفيلم الدراما إيرين بروكوفيتش إخراج ستيفن سودربرغ، ورُشحت لجائزة الأوسكار في فئة أفضل كتابة عن عملها في إيرين بروكوفيتش.
بعد ترشيحها لجائزة الأوسكار، قامت غرانت بتحويل كتاب في حذائها وشبكة شارلوت إلى عمل سينمائي. وكتبت وأخرجت كاتش أند ريليس، من بطولة جينيفر غارنر. وهي أيضا خريجة كلية أمهرست، حيث تخرجت في عام 1984. وقُبلت في وقت لاحق لمعهد السينما الأمريكية وحصلت على زمالة نيكول في الكتابة.
أنشأت سوزانا وأنتجت في 2011 مسلسل رجل موهوب على شبكة سي بي إس، وحصلت على جائزة فالنتين ديفيز في نفس السنة. ألفت أيضا المسلسل الدرامي للأعضاء فقط في عام 2014، لصالح إيه بي سي.

## الأعمال
| السنة     | العنوان                       | عملها ك | عملها ك | عملها ك | ملاحظات |
| السنة     | العنوان                       | مخرجة   | كاتبة   | منتجة   | ملاحظات |
| --------- | ----------------------------- | ------- | ------- | ------- | --- |
| 1994-1997 | بارتي اوف فايف                | نعم     | نعم     | نعم     | 55 حلقة |
| 1995      | بوكاهونتاس                    | لا      | نعم     | لا      | |
| 1998      | إيفر أفتر                     | لا      | نعم     | لا      | |
| 1998      | بوكاهانتس: رحلة إلى عالم جديد | لا      | نعم     | لا      | |
| 2000      | 28 يوما                       | لا      | نعم     | لا      | |
| 2000      | إيرين بروكوفيتش               | لا      | نعم     | لا      | رشحت - جائزة لاس فيغاس لنقاد السينما لأفضل سيناريو رشحت - جائزة الأدب لأفضل سيناريو رشحت - جائزة الأوسكار لأفضل سيناريو أصلي رشحت - جائزة البافتا لأفضل سيناريو أصلي رشحت - جائزة نقابة كتاب أمريكا لأفضل سيناريو أصلي رشحت - جائزة ساتيلات لأفضل سيناريو أصلي |
| 2005      | في حذائها                     | لا      | نعم     | لا      | |
| 2006      | كاتش أند ريليس                | نعم     | نعم     | لا      | |
| 2006      | شبكة شارلوت                   | لا      | نعم     | لا      | |
| 2009      | عازف منفرد                    | لا      | نعم     | لا      | |
| 2011-2012 | رجل موهوب                     | لا      | نعم     | نعم     | 16 حلقة |
| 2014      | الأعضاء فقط                   | لا      | نعم     | نعم     | |
| 2016      | الموجة الخامسة                | لا      | نعم     | لا      | |
| 2016      | التأكيد                       | لا      | نعم     | نعم     | |
| 2019      | لا تصدق                       | نعم     | نعم     | نعم     | |

## روابط خارجية
- سوزانا غرانت على موقع IMDb (الإنجليزية)
- سوزانا غرانت على موقع ألو سيني (الفرنسية)
- سوزانا غرانت على موقع أول موفي (الإنجليزية)
- سوزانا غرانت على موقع بوكس أوفيس موجو (الإنجليزية)
- سوزانا غرانت على موقع قاعدة بيانات الأفلام السويدية (السويدية)
- سوزانا غرانت على موقع قاعدة بيانات الفيلم (الإنجليزية)
- سوزانا غرانت على موقع كينوبويسك (الروسية)